# باربرا هاسكيل
باربرا هاسكيل (بالإنجليزية: Barbara Haskell)‏ هي أمينة متحف وكاتِبة ومؤرخة أمريكية، ولدت في 1946.